# Poggio-d’Oletta
Poggio-d’Oletta (kors. U Poghju d’Oletta) – miejscowość i gmina we Francji, w regionie Korsyka, w departamencie Górna Korsyka.
Według danych na rok 1990 gminę zamieszkiwało 109 osób, a gęstość zaludnienia wynosiła 7 osób/km².